# Oltre la cupola, massoneria, mafia e politica
Oltre la cupola, massoneria, mafia e politica è un libro sugli intrecci politico-massoni-mafiosi del 1994 edito da Rizzoli scritto dall'ex Presidente della Commissione parlamentare antimafia Francesco Forgione e da Paolo Mondani, con prefazione del Giurista Stefano Rodotà e postfazione del Magistrato Agostino Cordova.

## Contenuto
Il libro racconta di un'inchiesta condotta dal magistrato Agostino Cordova al tempo in cui era Procuratore della Repubblica di Palmi (a cavallo tra la fine degli anni '80 e primi anni '90 del secolo scorso), un'indagine partita per svelare un traffico di armi e droga della 'Ndrangheta e  piano piano arrivò ai piani alti coinvolgendo politici, membri delle istituzioni ed esponenti della massoneria legati a doppio filo con esponenti mafiosi secondo quanto accertato da Cordova e dai suoi sostituti (anche se poi l'inchiesta si concluse con un nulla di fatto ed archiviazioni generali).

## Edizioni
Francesco Forgione e Paolo Mondani, Oltre la cupola, massoneria,mafia e politica Rizzoli editore 1994, pp.248 ISBN 8817843156.